# Woodbrook
Woodbrook es una localidad de Trinidad y Tobago, que forma parte de la ciudad de Puerto España.

## Geografía
La localidad abarca parte de la isla Trinidad y limita al norte con St. James y St. Clair, al sur con el golfo de Paria y la localidad de Port of Spain Port Area, al este con Newtown y Puerto España y al oeste con St. James.

## Demografía
Datos demográficos de la localidad de Woodbrook:
| Gráfica de evolución demográfica de Woodbrook entre 2000 y 2011 |
|                                                                 |